# Honbu dojo
Honbu (本部) betyder "högkvarter", och syftar till platsen där ledningen finns. Inom budo-världen är alltså honbu dojo den träningslokal (dojo) där den regionale stilchefen hör hemma.
Motsatsen Shibu (支部) betyder förgrening/underorganisation.
Då traditionell budo oftast är väldigt hierarkisk kan en och samma dojo vara både honbu och shibu beroende på betraktarens position. Den som befinner sig högst upp i hierarkin (där Soke eller motsvarande befinner sig) brukar benämnas so-honbu dojo.